# RIVER (10-FEETの曲)
「RIVER」（リヴァー）は、日本のメロコア/ミクスチャーバンドである10-FEETのインディーズ3枚目のシングルである。2002年10月23日発売。オリコンチャート初登場30位を記録。発売元はBUDDY RECORDS。

## 概要
- 2002年4月に1stアルバム「springman」リリース後、インディーズ・レーベル最後のシングルとして、3rd Maxi Single『RIVER』を株式会社デジタル・ラボラトリー系列のBUDDYレーベルよりリリース。

- 同シングルは、バンド結成5年目にしてオリコンチャート初登場30位を記録し、バンドにとっても代表曲のひとつとなった作品。多くのライブで披露されており、長い人気を誇るライブ曲となっている[2]。

- 曲は「母は泣いた・・・」のリフレインするリリックが特徴で、TAKUMAが六本木の交差点で信号待ちをしている時に頭の中にメロディが流れた。「RIVER」は10-FEET初めての"和"ロックで、TAKUMAは悲しく切ないメロディとこの曲を評している。また、自分のクリエイティブな素質を賭けた勝負曲であった[3]。

- 後年には2006年リリースのコラボレーションアルバム「6-feat」において、Dragon Ashのkjをフィーチャリングして新たな曲としてドロップしており、京都大作戦などでは10-FEETのステージでkjがコラボレーションし、披露されることがある[4]。

- TAKUMAが下鴨の鴨川の裏手に住んでいた時期があり、その川の事を思って書いている[5]。

- 最後のサビの一節はTAKUMAが精神的に追い込まれていた時、ROTTENGRAFFTYのN∀OKIとドライブに行き、最後に送り届けてくれた時にN∀OKIが「お前大丈夫やぞ！俺が助けたるから絶対大丈夫や！」と励ましてくれた時のエピソードが元となっている。

- ライブでは2番の歌詞の「川」の部分が開催地付近を流れる川（「淀川」「隅田川」など）や川のつく地名（「神奈川」など）で歌われる。

## 収録曲
1. RIVER
作詞・作曲：TAKUMA、編曲：10-FEET
2. IN THE END
作詞・作曲：TAKUMA、編曲：10-FEET
3. FUTURE
作詞・作曲：TAKUMA、編曲：10-FEET
4. FELLOWS 2
作詞・作曲：TAKUMA、編曲：10-FEET

## 収録アルバム

### RIVER
- オリジナル『REALIFE』（2004年1月28日）

### IN THE END
- オリジナル『REALIFE』（2004年1月28日）

## パワープレイ
- RIVER：スペースシャワーTV2002年11月度POWER PUSH